# 赵馨群
赵馨群（1963年4月—），女，汉族，安徽巢湖人，中华人民共和国政治人物。安徽财贸学院棉花加工与检验专业毕业。

## 生平
1984年7月参加工作，在芜湖市棉麻公司业务科做业务员。1985年7月，历任芜湖市供销社团委干事、团委副书记、调研室主任、党委委员、主任助理、副主任。其间，1987年4月加入中国共产党。1999年8月，任中共芜湖市鸠江区委副书记。2003年3月，当选鸠江区区长。2004年11月，任中共马塘区委书记。2006年2月，任中共芜湖市委常委、副市长、市政府党组副书记。2011年4月，任中共池州市委副书记、代市长、市长。2013年，当选第十二届全国人民代表大会安徽地区代表。2015年2月，任中共池州市委书记、安徽省江南产业集中区党工委第一书记（兼）。
2017年3月，不再担任中共池州市委书记。次月，任安徽省物价局分党组书记、安徽省发展和改革委员会党组成员；提名任安徽省物价局局长、安徽省发展和改革委副主任（兼）。2018年3月，任安徽省住房城乡建设厅党组书记、厅长。2021年，赵馨群退居二线，出任安徽省人大常委会城建环资工委主任。